# Harry Semels
Harry Semels (New York, 20 november 1887 - Hollywood, 2 maart 1946) was een Amerikaanse filmacteur. Tussen 1917 en 1946 verscheen hij in meer dan 315 films.

## Gedeeltelijke filmografie
- Bound and Gagged (1919)
- The Black Secret (1919)
- Pirate Gold (1920)
- Rogues and Romance (1920)
- The Phantom Foe (1920)
- Velvet Fingers (1920)
- The Sky Ranger (1921)
- Hurricane Hutch (1921)
- Speed (1922)
- Plunder (1923)
- Into the Net (1924)
- Play Ball (1925)
- The House Without a Key (1926)
- The Isle of Forgotten Women (1927)
- On Guard (1927)
- Hawk of the Hills (1927)
- The Yellow Cameo (1928)
- Riley the Cop (1928)
- Beware of Blondes (1928)
- The Tiger's Shadow (1928)
- Those Who Dance (1930)
- Women Everywhere (1930)
- The Lion and the Lamb (1931)
- Night Beat (1931)
- Sally of the Subway (1932)
- Sin's Pay Day (1932)
- The Thrill Hunter (1933)
- Drum Taps (1933)
- Three Little Beers (1935)
- I'll Name the Murderer (1936)
- Movie Maniacs (1936)
- Under Two Flags (1936)
- Half Shot Shooters (1936)
- Disorder in the Court (1936) - District Attorney (uncredited)
- The Gladiator (1938)
- Wee Wee Monsieur (1938)
- Three Little Sew and Sews (1939)
- Dutiful But Dumb (1941)
- Back from the Front (1943)
- Dizzy Pilots (1943)